# SBB RABe 526
De RABe 526.6 is een serie elektrische treinstellen van het type Stadler FLIRT, bestemd voor het regionale en lokale personenvervoer op enkele trajecten van de SBB GmbH, de in Konstanz gevestigde Duitse dochteronderneming van de Schweizerische Bundesbahnen (SBB). Het acroniem FLIRT staat voor Flinker Leichter Innovativer Regional-Triebzug, met een knipoog naar het begrip flirten.

## Geschiedenis
Het treinstel type RABe 526 is een van de varianten die door Stadler Rail zijn gebouwd. Het gaat hierbij onder meer om de types RABe 521, RABe 522, RABe 524 en RABe 526 van de Schweizerische Bundesbahnen (SBB). In 2011 werden deze treinstellen omgenummerd in RABe 521 201 - 209.

## Constructie en techniek
Het treinstel is opgebouwd uit een aluminium frame met een frontdeel van GVK. Het treinstel heeft een lagevloerdeel. Deze treinstellen kunnen tot vier stuks gecombineerd in treinschakeling rijden en zijn uitgerust met luchtvering.

## Treindiensten
De treinen van het type RABDe 526 worden door de SBB in gezet op het traject.
- Seehas, Konstanz - Engen over de Hochrheinbahn en de Schwarzwaldbahn